# 霜降り&錦鯉の親孝行イズビューティフル
『霜降り&錦鯉の親孝行イズビューティフル』は、2022年6月25日23:00〜0:00にテレビ朝日系列で放送されたバラエティ番組である。

## 概要
霜降り明星と錦鯉のM-1グランプリ最年少、最年長王者が初タッグを組んだ親孝行バラエティ。
せいやが行った親孝行は幼少期嫌がっていた外装業の父に弟子入りし、自身が通っていた幼稚園のタイル張りに挑戦する。
錦鯉長谷川は、長谷川自身が俥夫となり、母を人力車に乗せ思い出の地へと運ぶ。

## 出演
- 霜降り明星
- 錦鯉
- 藤田ニコル
- 山下美月（乃木坂46）

## スタッフ
- ナレーション：伊達淳彦
- 構成：そーたに、清水隆佑、太崎泰義
- SW：永澤剛
- カメラ：久世大輔
- MIX：戸ノ崎沙綾
- VE：武藤康広
- 照明：五十嵐久夫
- 美術進行：入江大介
- デザイン：榛葉大介
- 大道具：作田慎之介
- 小道具：石井琢也
- 電飾：仁平晃一
- メイク：川口カツラ店
- 美術協力：テレビ朝日クリエイト
- 編集：岩品博之、大久保愛里
- MA：植木俊彦
- 音効：岡田淳一
- 編成：新谷拓也、小宮立千
- 宣伝：山口萌（テレビ朝日）
- 技術協力：スウィッシュ・ジャパン、テイクシステムズ、共立ライティング、麻布プラザ
- 撮影協力：青木タイル株式会社、東京力車
- 制作協力：ノンプロ、エヂカラ
- アシスタントディレクター：清水裕貴、大崎武雄、小林友香、金柊陽
- アシスタントプロデューサー：反り目尚美、中田菜月
- ディレクター：武田聡志（ノンプロ）、中間拓郎（モンスターフォース）、栁将和（オフィスクライン）
- プロデューサー：黒木明紀（ノンプロ）、青田和大（エヂカラ）
- 演出・プロデューサー：山本雅一（テレビ朝日）
- ゼネラルプロデューサー：小島健嗣（テレビ朝日）
- エグゼクティブプロデューサー：加地倫三（テレビ朝日）
- 制作著作：テレビ朝日